# Массіміліано Каппелліні
Массіміліано Каппелліні (італ. Massimiliano Cappellini, нар. 2 січня 1971, Боллате) — італійський футболіст, що грав на позиції нападника за низку італійських клубних команд, зокрема за «Емполі».
По завершенні ігрової кар'єри — спортивний функціонер.

## Клубна кар'єра
Народився 2 січня 1971 року в Боллате. Вихованець футбольної школи клубу «Мілан». У лютому 1988 року дебютував за головну команду клубу в італійській першості і за результатами сезону 1987/88 виборов титул чемпіона Італії. Наступного сезону 1988/89 дебютував за «Мілан» і в єврокубках, а команда стала володарем тогорічного Кубка чемпіонів УЄФА.
Утім закріпитися в основній команді «россонері» молодому нападнику не вдалося і 1989 року він попрямував в оренду спочатку до «Монци», а згодом до «П'яченци». Згодом у 1992–1993 роках також як орендований гравець грав за «Аталанту» та «Комо», після чого уклав повноцінний контракт із «Фоджею», де провів два роки, а сезон 1995/96 відіграв за «П'яченцу».
1996 року перейшов до «Емполі», за який відіграв решту 9 сезонів своєї ігрової кар'єри. Більшість часу, проведеного у складі «Емполі», був основним гравцем атакувальної ланки команди, і завершив професійну кар'єру футболіста виступами за неї у 2005 році.

## Виступи за збірні
1987 року дебютував у складі юнацької збірної Італії (U-16), загалом на юнацькому рівні взяв участь у 5 іграх, відзначившись чотирма забитими голами.
1993 року викликався до складу олімпійської збірної Італії для участі у тогорічних Середземноморських іграх, але у складі цієї команди так і не дебютував.

## Подальше життя
Завершивши ігрову кар'єру у середині 2000-х, залишився у клубній структурі «Емполі», обійнявши адміністративну посаду. Протягом 2010—2011 років був генеральним менеджером  «Спеції», після чого повернувся до «Емполі», де став директором з розвитку юнацького футболу.

## Титули і досягнення
- Чемпіон Італії (1):

«Мілан»: 1987-88
- Володар Кубка чемпіонів УЄФА (1):

«Мілан»: 1988-1989